# Axixá
Axixá là một đô thị thuộc bang Maranhão, Brasil. Đô thị này có diện tích 203,194 km², dân số năm 2007 là 12626 người, mật độ 62,14 người/km².